# Ольхівка (Березинський район)
Ольхівка (біл. вёска Альховка) — село в складі Березинського району Мінської області, Білорусь. Село підпорядковане Березинській сільській раді, розташоване в східній частині області.